# 龍爲霖
龍爲霖（1689年—？1756年），字雨蒼，號鶴軒，四川重慶府巴縣人。清朝官员、学者。

## 生平
生于康熙二十八年（1689年）。幼聰慧，九歲能文，十一歲入縣學，康熙四十四年（1705年）十七歲中舉人。康熙四十五年（1706年）聯捷会试，因病歸。康熙四十八年（1709年）補殿試，授中書。歷官雲南太和縣知縣，歷升石屏州知州、廣東肇慶府同知、潮州府知府。在任所懲姦邪、均徭役，興學設教，颇有惠政。乾隆元年（1736年），大埔县令杨麒生以贪污被揭革职，爲霖亦因流言去官，潮人追思立祠以祀。
乾隆年間召見起用，堅辭不受，請終養返里，奉母家居二十年。

## 著作
善詩文，與同邑周開封、忠州陳龍崖等結詩社於東川，極詩文酒唱之樂。晚年好靜，居九龍灘別業以終。著有《蔭松堂詩集》、《橐駝集》、《讀詩管見》、《本韻》等。工書法，真草俱佳，指書尤絕。